# Resonans (kemi)
Resonans är ett teoretiskt begrepp som används som förklaringsmodell till stabilitet, struktur och egenskaper i kemiska föreningar. Begreppet introducerades av Linus Pauling 1929 och har visat sig ha stor betydelse för förståelsen av kemi och då i synnerhet organisk kemi.
Om det går att rita två eller flera olika tillåtna lewisstrukturer för en molekyl säger man att det föreligger resonans, och de olika strukturerna kallas resonansformer. Man föreställer sig då att molekylen "ser ut som" en blandning av dessa strukturer. Många gånger befinns energin för den faktiska molekylen vara lägre än för någon enskild av dessa lewisstrukturer – denna energisänkning benämns resonansenergi eller delokaliseringsenergi. Man talar då om en resonanshybrid som ska uppfattas som en slags sammansmältning av alla de ingående formerna. Hybriden skiljer sig många gånger markant ifrån de enskilda till resonansen bidragande lewisstrukturerna. Ytterst är resonansen en pappersprodukt, ett sätt att anpassa de för människan lättförståliga lewisstrukturerna till den mycket komplexa underliggande kvantkemiska verkligheten där hybriden är den enda verkliga. Som sådan har resonansbegreppet visat sig ytterst användbar, applicerbar och är i det närmaste ett ofrånkomligt redskap för kemisten och tas tidigt upp i läroböcker för kemi. Resonans ska inte blandas ihop med tautomeri och kemisk jämvikt, som innebär brytande av och skapande av nya σ-bindningar.
Resonans uppkommer genom p-orbitalöverlapp i konjugerade π-bindningssystem, där elektronerna sprids ut över hela systemet, så kallade delokaliserade elektroner. Både parade och oparade elektroner kan delta i resonansen. Resonans ger upphov till aromaticitet. Resonans i system med enbart σ-bindningar kallas hyperkonjugation, och är betydligt svagare än resonans i konjugerade π-bindningssystem.
Resonans kan sägas föreligga om samtliga följande påståenden möts:
- 1. Alla till resonansen bidragande lewisstrukturerna – resonansstrukturerna (kanoniska former) måste vara teoretiskt möjliga och får inte bryta mot oktettregeln, de formella laddningarna måste vara korrekta etc.
- 2. Positionerna för alla atomer måste vara desamma (d.v.s. ha samma σ-bindnings nätverk), endast antalet bindningar – alltså elektronerna – får flyttas.
- 3. Alla i resonansen ingående atomer måste ligga i samma plan (eller nästintill).
- 4. Antalet opariga elektroner i resonansstrukturerna, måste vara lika.

Det är viktigt att poängtera att alla till resonansen bidragande former inte måste bidra till resonansen lika mycket. För om dessa mer bidragande former, stabilare former, kan sägas:
- a. Resonansstrukturer med fler kovalenta bindningar är ofta stabilare än de med färre.
- b. Oladdade resonansstrukturer är generellt stabilare än resonansstrukturer med laddningsseparation.
- c. Resonansstrukturen med en negativ laddning på det mest elektronegativa elementet är generellt den stabilare. Motsvarande resonemang gäller för positiva laddningar.